# Левитин, Александр Савельевич
Александр Савельевич Левитин (28 ноября 1904, Екатеринослав — 9 января 1938, Харьков) — советский партийный деятель, секретарь Севастопольского горкома ВКП(б), делегат XVII съезда ВКП(б). Репрессирован, расстрелян.

## Биография
Родился 28 ноября 1904 года в Екатеринославе в семье рабочих. Еврей. После окончания 2-классного городского училища работал на кожевенном заводе. В 1919 году с приходом Красной Армии поступил в Днепропетровске в ЧОН. Член РКП(б) с 1921 года. Закончил службу в августе 1921 года в особом отделе Первой Конной армии. Был дважды ранен. Занимался партийной работой в Никопольском уезде, Виннице, Днепропетровске, Синельниково, Средней Азии. В Севастополь направлен в июне 1933 г. с должности парторга Московско-Казанской железной дороги. С июня 1933 и по апрель 1937 года — секретарь Севастопольского горкома ВКП(б). 26 января—10 февраля 1934 года делегат XVII расстрельного съезда ВКП(б) от севастопольской организации с правом решающего голоса. Организовывал посещение Севастополя Андре Жидом в ходе поездки того по СССР. Поскольку книга Жида сильно не понравилась И. В. Сталину, позднее этот факт вошёл в дело Левитина.
14 апреля 1937 года арестован УНКВД по Крымской АССР, исключен из членов ВКП(б) как враг народа (троцкист). Обвинялся по ст. 58-8, 11 УК РСФСР. Осужден 8 января 1938 года Верховным судом СССР к расстрелу с конфискацией имущества. Расстрелян 9 января 1938 года в Харькове. Семья также репрессирована. Реабилитирован 6 февраля 1957 года Верховным Судом СССР.